# يبرود (رام الله)
يبرود هي قرية فلسطينية تقع في الضفة الغربية وتتبع محافظة رام الله والبيرة. وتقع على بعد حوالي 11 كم عن شمال شرق مدينة رام الله و على ارتفاع 790 متراً فوق سطح البحر.  ووفقاً للجهاز المركزي للإحصاء الفلسطيني، بلغ عدد سكانها حوالي 575 نسمة في عام 2017. 

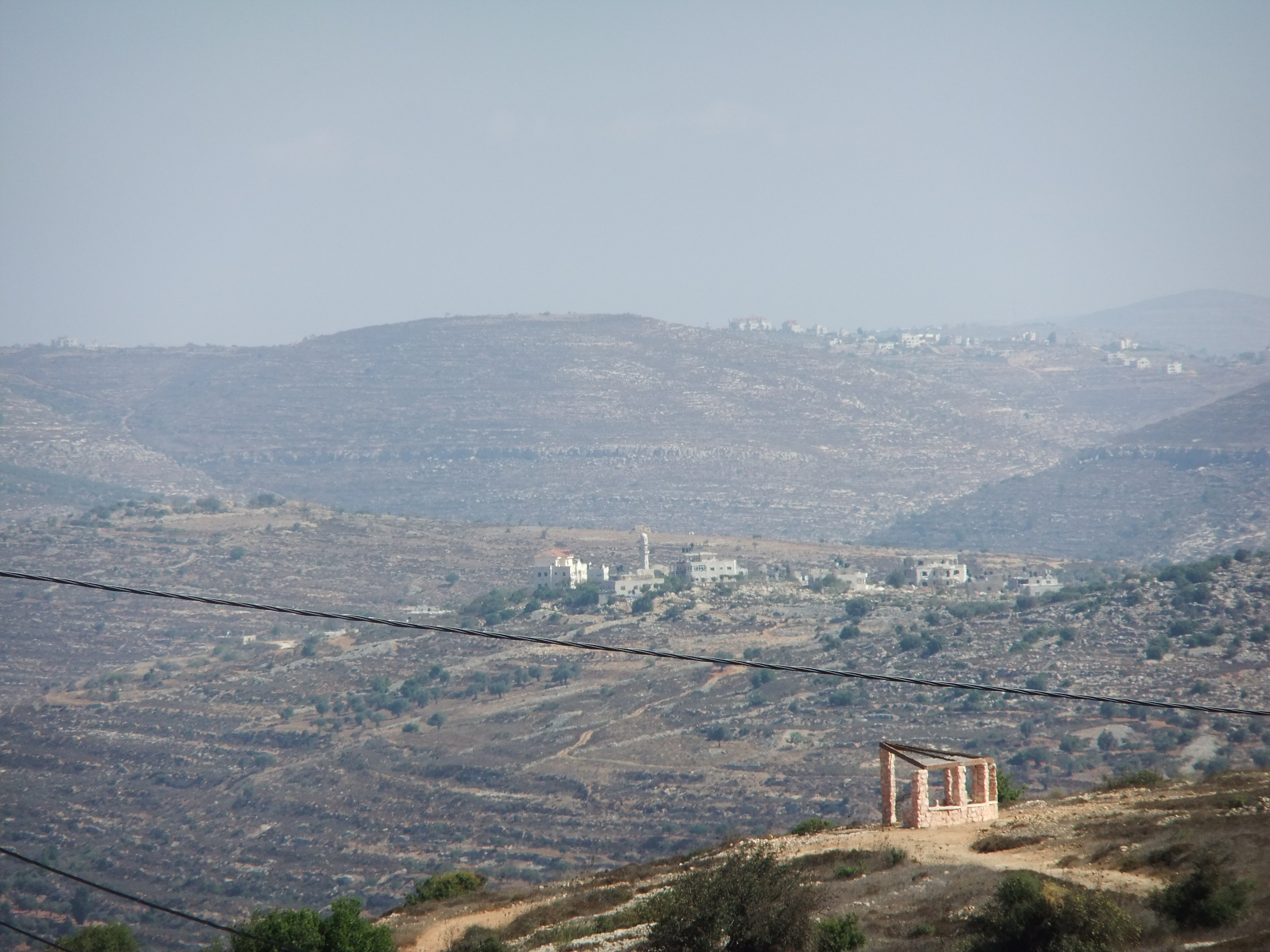
قرية يبرود في رام الله

## السكان
قدر عدد سكانها عام 1922 حوالي (199) نسمة، وفي عام 1945 (300) نسمة، وفي عام 1967 كان العدد (277) نسمة، وفي عام 1987 زاد إلى (329) نسمة، اما في عام 1996 ارتفع إلى (468) نسمة، وفي تعداد عام 2017 بلغ عدد سكان القرية (575) نسمة.

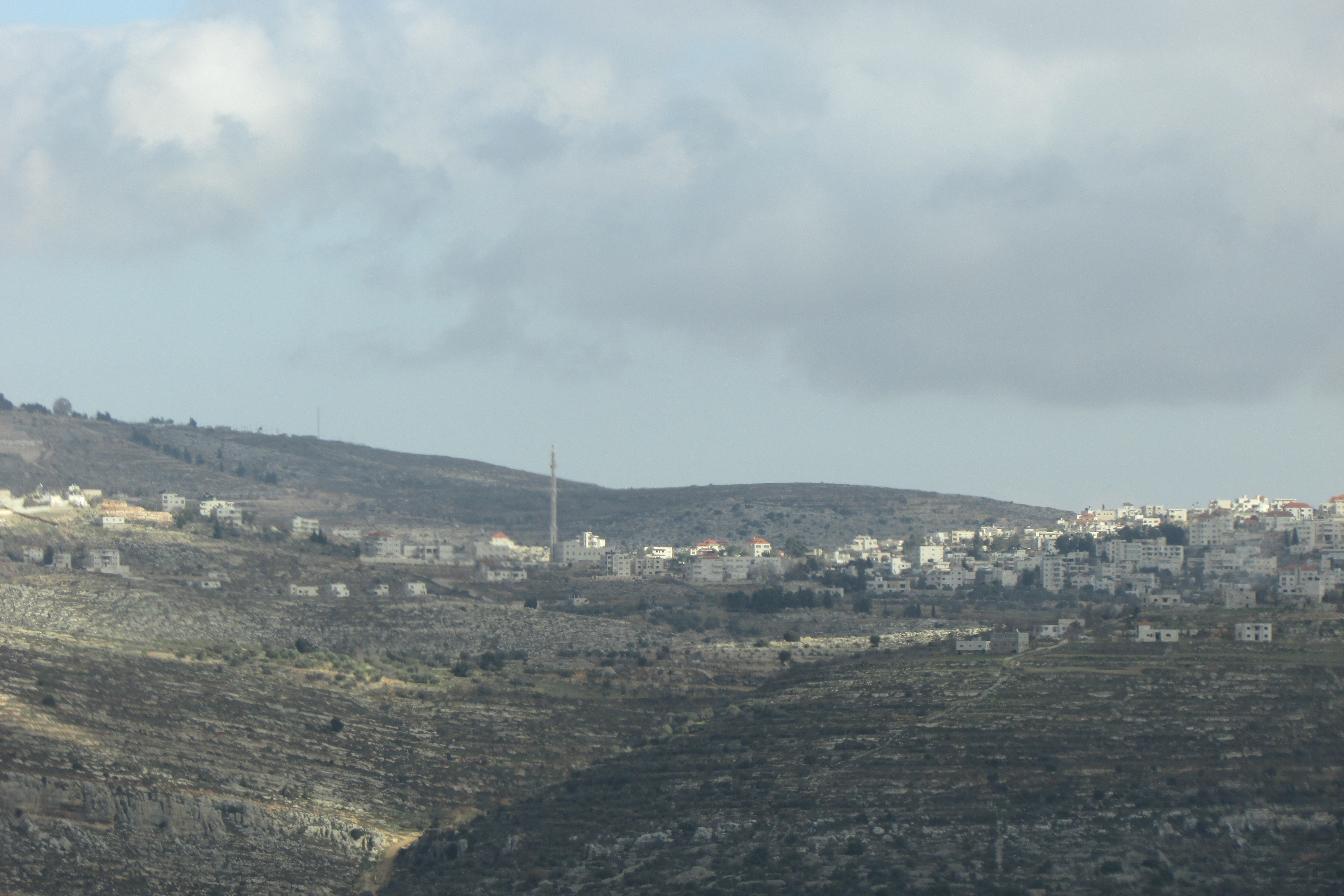
قرية يبرود

## السياحة والأثار
تضم يبرود العديد من المواقع الأثرية البارزة، منها منطقة «برج البردويل» حيث سكن هناك أحد الحكام الصليبين إبان الحكم الصليبي في فلسطين. ويوجد في يبرود نبع ماء قديم جداً حيث ذكره الأخطل الكبير في أشعاره. كما يوجد في القرية مقام للشيخ يوسف أو ما يعرف باسم (النبي يوسف) حيث يعود هذا البناء في تاريخه إلى أول دخول للإسلام في فلسطين، وكذلك يوجد مسجد قديم جداً يسمى «مسجد الشيخ صالح» حيث يحتوي على أعمدة قديمة جداً ويعتقد انه تم بنائه من أعمدة وحجارة لكنائس قديمة وأبنية مسيحية وذلك لأن يبرود كان يسكنها المسيحيون لما قبل الإسلام ويوجد ما يدل على ذلك بوجود الكنائس المسيحية تحت الأرض.

## الزراعة
تتميز القرية بشجرة بلوط ضخمة تتوسط الشارع الرئيسي، حيث يُقدر عمرها بمئات السنين مما يجعلها معلماً بارزاً في القرية. ويوجد ايضاً شجرة الميسة ويُقدر عمرها بحوالي 4000 عام وحاول الإحتلال الصهيوني تهويدها لما فيها من أهمية عظيم ، تتميز القرية بزراعة التين والعنب، الزيتون والخضراوات .

## التاريخ

### العصور القديمة
تم العثور على قطع فخارية تعود إلى العصر الحديدي الثاني والعصر البيزنطي والعصور الصليبية، الأيوبية، والمملوكية كما تم اكتشاف كهف دفن يعود إلى الفترة الهيرودية.

### العصر العثماني
أصبحت يبرود جزءًا من الدولة العثمانية عام 1517 مع باقي فلسطين، ووفقاً لسجلات الضرائب العثمانية لعام 1596 كانت القرية تابعة للقدس ويبلغ عدد سكانها 28 أسرة مسلمة. في عام 1838، أشار الباحث إدوارد روبنسون إلى أن يبرود كانت قرية إسلامية تقع في منطقة بني مرة شمال القدس، في عام 1870 وصفها الرحالة الفرنسي فيكتور غيرن بأنها قرية تقع على تل وتتميز ببساتينها المزدهرة من الكروم والتين. وفي حينها كان يبلغ عدد سكان القرية 127 نسمة يعيشون في 36 منزلاً، اما في عام 1896 قُدر عدد سكانها بنحو 276 نسمة.

### عصر الانتداب البريطاني
في تعداد عام 1922 الذي أجرته سلطات الانتداب البريطاني، بلغ عدد سكان يبرود 199 نسمة، جمعيهم مسلمون. وفي عام 1931 ارتفع العدد إلى 254 يعيشون في 60 منزلاً. في عام 1945 بلغ عدد سكان القرية 300 نسمة، فيما قُدرت مساحة أراضيها بنحو 2431 دونماً.

### العصر الأردني
بعد النكبة الفلسطينية عام 1948، وبعد اتفاقيات الهدنة عام 1949، أصبحت يبرود تحت الحكم الأردني. وفي عام 1961 بلغ عدد سكانها 349 نسمة.

### ما بعد 1967
منذ حرب الأيام الستة عام 1967، أصبحت قرية يبرود تحت الاحتلال الإسرائيلي. بعد اتفاقيات عام 1995، تم تصنيف 79.4% من أراضي القرية ضمن منطقة ب وهي خاضعة إدارياً لسلطة الفلسطينية وأمنياً لإسرائيل، وصنف 20.6% من أراضيها ضمن منطقة ج والتي تكون تحت السيطرة الاسرائيلية كاملة.